# Erythrorchis cassythoides
Erythrorchis cassythoides är en orkidéart som först beskrevs av Allan Cunningham och John Lindley, och fick sitt nu gällande namn av Leslie Andrew Garay. Erythrorchis cassythoides ingår i släktet Erythrorchis och familjen orkidéer. Inga underarter finns listade i Catalogue of Life.